# Katherine Heigl
Katherine Marie Heigl (Washington, 24 novembre 1978) è un'attrice, produttrice cinematografica e produttrice televisiva statunitense, di origini tedesche e irlandesi.
È nota a livello internazionale per aver interpretato la dottoressa Izzie Stevens nella serie TV Grey's Anatomy, dal 2005 al 2010, ruolo che le è valso un Emmy Award, uno Screen Actors Guild Award e due candidature ai Golden Globe.

## Biografia
Figlia di Paul, dirigente finanziario e contabile di origini tedesche ed irlandesi, e Nancy, di origini tedesche. Ha una sorella, Meg, e due fratelli, Jason e Holt, tutti più grandi di lei. Katherine ha vissuto in Virginia e poi a Denver, prima di trasferirsi nel Connecticut, nella ricca città di New Canaan, dove trascorse gran parte della sua infanzia. Nel 1986 il fratello Jason muore a seguito di un incidente a soli 16 anni, e la famiglia decide di donare gli organi e si converte alla dottrina mormone. Nel 1996 i suoi genitori divorziano e a sua madre viene diagnosticato un cancro al seno.
Al contempo Katherine deve anche decidere se perseguire la sua carriera di attrice o approfondire i suoi studi. La scelta non è facile poiché frequentare l'università è sempre stata la sua ambizione, ma il desiderio di diventare un'attrice si rivela troppo forte. Nel 1997 si trasferisce a Los Angeles ancora prima di finire il liceo, che ben presto completa con dei corsi che le permettono di diplomarsi. Sua madre Nancy, dopo aver affrontato nove mesi di chemioterapia intensiva, sconfigge la malattia e si stabilisce con la figlia in una nuova casa a Malibu Canyon, ciò consente a Katherine di concentrarsi esclusivamente sulla recitazione con la guida e il supporto della madre, che ora gestisce la sua carriera.

### Carriera
Katherine Heigl inizia la sua carriera nel mondo dello spettacolo quando è ancora una bambina, infatti, nel 1988, sua zia, mentre è in visita dalla famiglia, decide di scattare una serie di fotografie alla nipote per pubblicizzare un prodotto per la cura dei capelli che ha inventato. Tornata a New York e con il permesso dei genitori di Katherine, la zia invia le foto a diverse agenzie di moda. Le foto di Katherine hanno un successo immediato e, nel giro di poche settimane, firma il suo primo contratto come modella presso la rinomata agenzia di moda Wilhelmina Models. Inizia così ad apparire in TV con una certa frequenza attraverso spot pubblicitari.

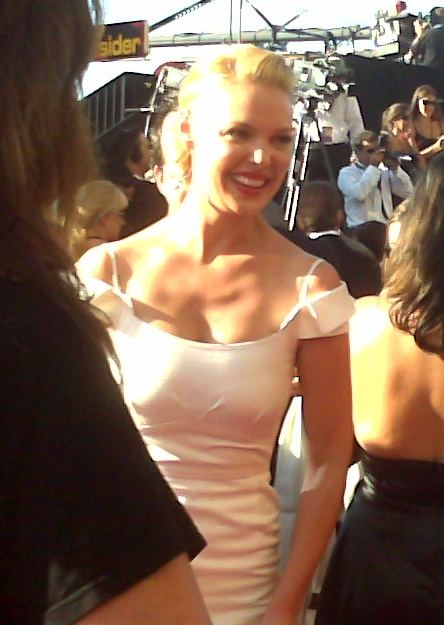
Katherine Heigl alla 59ª edizione dei Primetime Emmy Award nel 2007

Il debutto come attrice avviene nel 1992, quando recita nel film Calde notti d'estate. L'anno successivo ottiene un piccolo ruolo nel film di Steven Soderbergh, Piccolo, grande Aaron. Nel 1994 è la protagonista del film Ma dov'è andata la mia bambina? con Gérard Depardieu. Benché la recitazione sia la sua passione e il suo obiettivo primario, Katherine continua a fare la modella, posando per riviste come Seventeen. Negli anni successivi ottiene ruoli in diversi film come Trappola sulle Montagne Rocciose, Aiuto sono mia sorella e l'horror La sposa di Chucky.
Nel 1999 ottiene la parte di Isabel Evans nella serie TV Roswell, che permette all'attrice di raggiungere una maggiore notorietà. Katherine recita nella serie fino alla sua conclusione, nel 2002. Successivamente recita in diversi film per la TV. Nonostante il successo televisivo, continua a lavorare anche nel cinema dove recita nei film 100 ragazze e Valentine - Appuntamento con la morte, e appare con frequenza su riviste come Life, TV Guide, FHM e Maxim.
Nel 2005 entra nel cast della serie TV Grey's Anatomy, nel ruolo della dottoressa Isobel Stevens, che ricopre fino al 2010. La serie ottiene un enorme successo in tutto il mondo e, grazie ad essa, Katherine raggiunge la fama internazionale. Il successo di pubblico è accompagnato anche dal successo di critica, infatti l'attrice riceve una candidatura come miglior attrice non protagonista in una serie televisiva ai Golden Globe del 2007 e del 2008. Nel settembre 2007 vince, inoltre, il suo primo Emmy Award nella categoria miglior attrice non protagonista in una serie drammatica per il ruolo. Lascerà la serie nel 2010, per dedicarsi alla sua famiglia e alla carriera cinematografica.
Nel 2006 si è posizionata 12ª nella classifica della rivista Maxim dedicata alle 100 donne più belle del mondo e nel 2007 è apparsa nella lista "The 10 Most Fascinating People of 2007" di Barbara Walters. Nel 2007, torna al cinema come protagonista assieme a Seth Rogen della commedia brillante Molto incinta (per la regia di Judd Apatow). Il film si rivela un grande successo di pubblico e critica in tutto il mondo. Grazie ai successi di Grey's Anatomy e Molto incinta, Katherine diventa una delle attrici più promettenti di Hollywood e nel 2008 la rivista AskMen l'ha eletta la donna più desiderabile del pianeta.
Nel 2008 è protagonista della commedia romantica 27 volte in bianco con James Marsden e nel 2009 è protagonista, insieme a Gerard Butler, della commedia romantica La dura verità. Nel 2010 recita al fianco di Ashton Kutcher in Killers e con Josh Duhamel nella commedia drammatica Tre all'improvviso. L'anno dopo appare nella commedia corale Capodanno a New York di Garry Marshall e si è posizionata 7ª, con un guadagno di 19 milioni di dollari, nella classifica della rivista Forbes dedicata alle attrici più pagate di Hollywood. Nel 2012 ottiene il ruolo da protagonista in One for the Money, adattamento cinematografico del primo romanzo della serie best seller scritta da Janet Evanovich.
Nel 2013 recita accanto a Robert De Niro, Diane Keaton e Susan Sarandon in Big Wedding, remake statunitense del film francese Mon Frère se Marie del 2006. Nel 2014 presta la voce nel film d'animazione Nut Job - Operazione noccioline, torna sul piccolo schermo con la serie spionistica State of Affairs, di cui è protagonista insieme ad Alfre Woodard, e recita con Ben Barnes in Jackie & Ryan, presentato alla 71ª Mostra internazionale d'arte cinematografica di Venezia, nella sezione orizzonti. L'anno dopo recita assieme a Patrick Wilson nella commedia nera Home Sweet Hell ed è protagonista del film a tematica LGBT Jenny's Wedding. Nel 2017 è protagonista, insieme a Rosario Dawson, del thriller L'amore criminale. Nel 2018 entra tra i protagonisti della serie tv Suits.

### Attivismo
Poco dopo gli attentati dell'11 settembre 2001, ha registrato un annuncio di pubblico servizio per la Croce Rossa Americana nel tentativo di aiutare a raccogliere fondi per le vittime della tragedia.
Ha lavorato con la Best Friends Animal Society su diversi progetti, tra cui il loro programma Pup My Ride. Il programma trasporta i piccoli cani da rifugi per animali ad alto tasso di uccisione in altre parti degli Stati Uniti, dove vengono più richiesti questi cani. Il suo coinvolgimento l'ha portata a fare una donazione alla società per finanziare un anno del programma. Nel 2010 l'American Society for the Prevention of Cruelty to Animals le ha assegnato il Presidential Service Award per il suo impegno nel promuovere i diritti animali e nel sensibilizzare le persone riguardo alle operazioni di salvataggio degli animali. Nel 2011 ha lanciato la campagna I Hate Balls, incentrata sulla promozione della castrazione di animali domestici, per contribuire a salvare la vita di milioni di animali da compagnia. Per promuovere l'iniziativa, l'attrice ha girato una Pubblicità Progresso prodotta da Funny or Die.
Nel 2008 ha fondato insieme alla madre la Jason Debus Heigl Foundation, in onore del fratello maggiore, deceduto in un incidente d'auto nel 1986 all'età di quindici anni. La fondazione è stata creata con lo scopo di aumentare la consapevolezza dei trattamenti disumani inflitti agli animali e di sostenere gli sforzi per il salvataggio, le cure mediche, la formazione e le esigenze di collocamento. La fondazione comprende anche un gruppo interno di soccorso, chiamato The Heigl Hounds Of Hope, che salva i cani più grandi con problemi di comportamento dai rifugi con un tasso elevato di uccisione e li riabilita attraverso la formazione e altri assestamenti per renderli adatti ad una nuova casa.
Nel 2012, per conto della PETA, ha firmato una lettera indirizzata ai legislatori dello Utah, esortandoli a respingere una legge che renderebbe le riprese sotto copertura negli allevamenti intensivi un reato. Nello stesso anno è stata premiata dalla Congressional Coalition on Adoption Institute per la sua dedizione ed il suo impegno verso l'adozione e dall'American Cancer Society per il suo lavoro nel contribuire ad amplificare la consapevolezza dei problemi legati al cancro supportando pubblicamente l'esperienza della malattia di sua madre.
È una forte sostenitrice della donazione di organi e, pertanto, lavora come portavoce per la "Donate Life America".

### Vita privata
Il 23 dicembre 2007 ha sposato il cantante Josh Kelley.
Nel 2009 ha adottato una bambina coreana di nome Nancy Leigh Mi-Eun. Nel 2012 ha adottato una seconda bambina, Adalaide Marie Hope. Il 20 dicembre 2016 dà alla luce Joshua Bishop Kelley.

## Filmografia

### Attrice

#### Cinema
- Calde notti d'estate (That Night), regia di Craig Bolotin (1992)
- Piccolo, grande Aaron (King of the Hill), regia di Steven Soderbergh (1993)
- Ma dov'è andata la mia bambina? (My Father the Hero), regia di Steve Miner (1994)
- Trappola sulle Montagne Rocciose (Under Siege 2: Dark Territory), regia di Geoff Murphy (1995)
- Il mistero del principe Valiant (Prince Valiant), regia di Anthony Hickox (1997)
- Stand-ins, regia di Harvey Keith (1997)
- Bug Buster, regia di Lorenzo Doumani (1998)
- La sposa di Chucky (Bride of Chucky), regia di Ronny Yu (1998)
- 100 ragazze (100 Girls), regia di Michael Davis (2000)
- Valentine - Appuntamento con la morte (Valentine), regia di Jamie Blanks (2001)
- Descendant, regia di Kermit Christman, Del Tenney (2003)
- Side Effects - Gli effetti collaterali dell'amore (Side Effects), regia di Kathleen Slattery-Moschkau (2005)
- The Ringer - L'imbucato (The Ringer), regia di Barry W. Blaustein (2005)
- Zyzzyx Road, regia di John Penney (2006)
- Caffeine, regia di John Cosgrove (2006)
- Molto incinta (Knocked Up), regia di Judd Apatow (2007)
- 27 volte in bianco (27 Dresses), regia di Anne Fletcher (2008)
- La dura verità (The Ugly Truth), regia di Robert Luketic (2009)
- Killers, regia di Robert Luketic (2010)
- Tre all'improvviso (Life as We Know It), regia di Greg Berlanti (2010)
- Capodanno a New York (New Year's Eve) regia di Garry Marshall (2011)
- One for the Money, regia di Julie Anne Robinson (2012)
- Big Wedding (The Big Wedding), regia di Justin Zackham (2013)
- Jackie & Ryan, regia di Ami Canaan Mann (2014)
- Home Sweet Hell, regia di Anthony Burns (2015)
- Jenny's Wedding, regia di Mary Agnes Donoghue (2015)
- L'amore criminale (Unforgettable), regia di Denise Di Novi (2017)
- Fear of Rain, regia di Castille London (2021)

#### Televisione
- Aiuto sono mia sorella (Wish Upon A Star), regia di Blair Treu – film TV (1996)
- The Tempest, regia di Jack Bender – film TV (1998)
- Roswell – serie TV, 61 episodi (1999-2002)
- The Twilight Zone – serie TV, episodio 1x05 (2002)
- L'amore arriva dolcemente (Love Comes Softly), regia di Michael Landon Jr. – film TV (2003)
- Il male non muore mai (Evil Never Dies), regia di Uli Edel – film TV (2003)
- Assemblaggio cruciale (Critical Assembly), regia di Eric Laneuville – film TV (2003)
- Wuthering Heights, regia di Suri Krishnamma – film TV (2003)
- Un amore per sempre (Love's Enduring Promise), regia di Michael Landon Jr. – film TV (2004)
- Romy & Michelle - Quasi ricche e famose (Romy and Michele: In the Beginning), regia di Robin Schiff – film TV (2005)
- Grey's Anatomy – serie TV, 109 episodi (2005-2010)
- State of Affairs – serie TV, 13 episodi (2014-2015)
- Doubt - L'arte del dubbio (Doubt) – serie TV, 13 episodi (2017)
- Suits – serie TV, 26 episodi (2017-2019)
- L'estate in cui imparammo a volare (Firefly Lane) – serie TV, 26 episodi (2021-2023)

#### Videoclip
- Only you – Josh Kelley (2005)
- Naleigh Moon – Josh Kelley (2012)
- It's Your Move – Josh Kelley (2016)

### Doppiatrice
- Nut Job - Operazione noccioline (The Nut Job), regia di Peter Lepeniotis (2014)
- Nut Job 2 - Tutto molto divertente (The Nut Job 2: Nutty by nature), regia di Carl Brunker (2017)

### Produttrice esecutiva
- Side Effects - Gli effetti collaterali dell'amore (Side Effects), regia di Kathleen Slattery-Moschkau (2005)
- La dura verità (The Ugly Truth), regia di Robert Luketic (2009)
- Tre all'improvviso (Life as We Know It), regia di Greg Berlanti (2010)
- One for the Money, regia di Julie Anne Robinson (2012)
- State of Affairs – serie TV, 13 episodi (2014-2015)
- L'estate in cui imparammo a volare (Firefly Lane) - serie TV, 26 episodi (2021)

### Regista
- Naleigh Moon – videoclip per Josh Kelley (2012)
- It's Your Move – videoclip per Josh Kelley (2016)

## Riconoscimenti
- CAMIE
  - 2003 – Character and Morality in Entertainment Award per L'amore arriva dolcemente
  - 2005 – Character and Morality in Entertainment Award per Un amore per sempre
- Emmy Awards
  - 2007 – Miglior attrice non protagonista in una serie drammatica per Grey's Anatomy
- Empire Awards
  - 2008 – Candidatura per la miglior attrice per Molto incinta
- Golden Globe
  - 2007 – Candidatura per la miglior attrice non protagonista in una serie televisiva per Grey's Anatomy
  - 2008 – Candidatura per la miglior attrice non protagonista in una serie televisiva per Grey's Anatomy
- MTV Movie Awards
  - 2008 – Candidatura per la miglior interpretazione femminile per Molto incinta
- People's Choice Awards
  - 2008 – Miglior attrice televisiva per Grey's Anatomy
  - 2010 – Miglior attrice in una serie drammatica per Grey's Anatomy
  - 2011 – Candidatura per la miglior attrice per Tre all'improvviso
- Razzie Awards
  - 2013 – Candidatura per la peggior attrice per One for the Money
  - 2014 – Candidatura per la peggior attrice non protagonista per Big Wedding
  - 2016 – Candidatura per la peggior attrice per Home Sweet Hell
- Satellite Awards
  - 2007 – Candidatura per la miglior attrice in un film commedia o musical per Molto incinta
  - 2009 – Candidatura per la miglior attrice in un film commedia o musical per La dura verità
- Saturn Awards
  - 2000 – Candidatura per la miglior attrice non protagonista in una serie televisiva per Roswell
- Screen Actors Guild Awards
  - 2005 – Candidatura per il miglior cast in una serie drammatica per Grey's Anatomy
  - 2006 – Candidatura per il miglior cast in una serie drammatica per Grey's Anatomy
  - 2007 – Miglior cast in una serie drammatica per Grey's Anatomy
- ShoWest Motion Picture Industry Convention
  - 2010 – Star femminile dell'anno
- St. Louis Gateway Film Critics Association Awards
  - 2007 – Candidatura per la miglior attrice non protagonista per Molto incinta
- Teen Choice Awards
  - 2001 – Candidatura per la miglior attrice in una serie televisiva per Roswell
  - 2006 – Candidatura per la miglior attrice televisiva in una serie drammatica per Grey's Anatomy
  - 2007 – Candidatura per la miglior attrice in una commedia per Molto incinta
  - 2007 – Candidatura per la miglior attrice televisiva in una serie drammatica per Grey's Anatomy
  - 2008 – Candidatura per la miglior attrice televisiva in una serie drammatica per Grey's Anatomy
  - 2009 – Candidatura per la miglior attrice dell'estate per La dura verità
- Young Artist Awards
  - 1994 – Candidatura per la miglior attrice emergente in un film per Ma dov'è andata la mia bambina?
- Young Hollywood Awards
  - 2007 – Superstar of Tomorrow

## Doppiatrici italiane
Nelle versioni in italiano dei suoi film, Katherine Heigl è stata doppiata da:
- Barbara De Bortoli in 100 ragazze, L'amore arriva dolcemente, Un amore per sempre, Grey's Anatomy, The Ringer - L'imbucato, Caffeine, 27 volte in bianco, La dura verità, Killers, One for the Money, Big Wedding, Jackie & Ryan, State of Affairs, Home Sweet Hell, Jenny's Wedding, L'amore criminale, Doubt - L'arte del dubbio, L'estate in cui imparammo a volare
- Domitilla D'Amico in Side Effects - Gli effetti collaterali dell'amore, Molto incinta, Tre all'improvviso
- Stella Musy in Ma dov'è andata la mia bambina?, Suits
- Ilaria Stagni in Assemblaggio cruciale, Romy & Michelle - Quasi ricche e famose
- Chiara Colizzi ne Il mistero del principe Valiant
- Monica Vulcano in Calde notti d'estate
- Eleonora De Angelis in Trappola sulle montagne rocciose
- Francesca Guadagno in Aiuto sono mia sorella
- Rossella Acerbo in La sposa di Chucky
- Gabriella Borri in Valentine - Appuntamento con la morte
- Francesca Fiorentini in Capodanno a New York
- Laura Latini in Roswell

Da doppiatrice è sostituita da:
- Barbara De Bortoli in Nut Job - Operazione noccioline